# Justin Jackson
Justin Aaron Jackson (Houston, 28 de março de 1995) é um jogador norte-americano de basquete profissional que atualmente joga no Boston Celtics da National Basketball Association (NBA).
Ele jogou basquete universitário pelo North Carolina Tar Heels e foi selecionado pelo Portland Trail Blazers como a 15ª escolha geral no draft da NBA de 2017, sendo trocado para o Sacramento Kings na mesma noite. Ele ganhou um título da NBA com o Milwaukee Bucks em 2021.

## Carreira no ensino médio

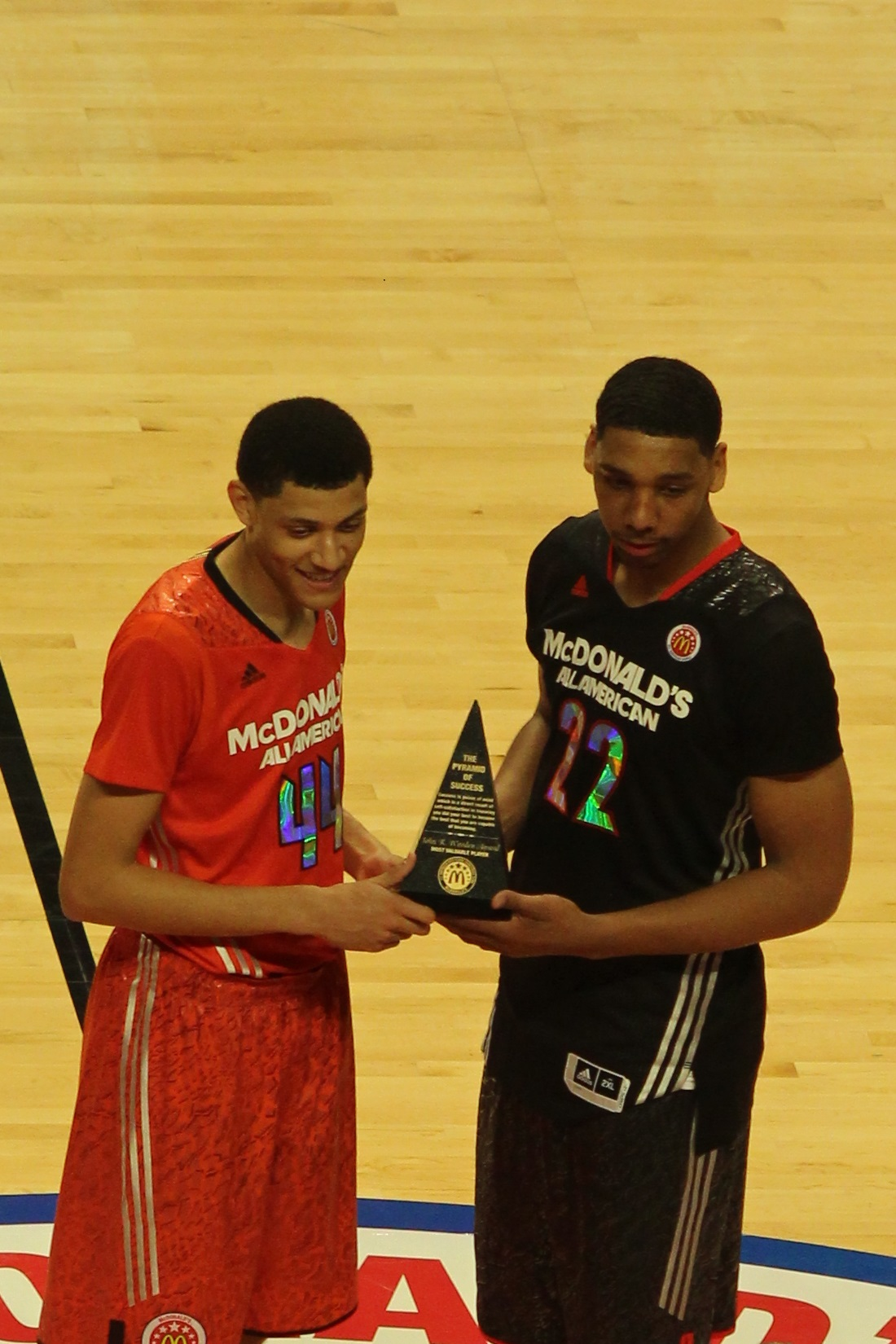
Jackson foi o co-MVP, junto com Jahlil Okafor, do McDonald's All-American Boys Game de 2014.

Jackson jogou basquete na Homeschool Christian Youth Association (HCYA), uma organização de serviço cristão sem fins lucrativos criada para atender famílias e estudantes em casa em Houston e arredores. Ele liderou a equipe ao título nacional na temporada de 2012 e ganhou o Prêmio Sullivan, que é concedido ao melhor jogador de basquete homeschool do ano. Ele continuou a brilhar em seu último ano tendo médias de 31,5 pontos e 9,1 rebotes.
Jackson ficou conhecido como um dos atletas do ensino médio mais potentes do país, o que imediatamente desencadeou um recrutamento altamente divulgado. Ele recebeu ofertas de Baylor, Georgetown, Maryland, Carolina do Norte, Ohio State, Oklahoma, Texas, Texas A&M, Virginia, Virginia Tech e Washington. Ele foi classificado como um recruta de cinco estrelas pelo Rivals.com, ESPN e 247Sports.com e assinou com a Carolina do Norte.

## Carreira universitária
Em sua temporada de calouro, Jackson foi selecionado para a Equipe de Novatos da ACC e ajudou sua equipe a alcançar a final do Torneio da ACC de 2015. 
Em sua segunda temporada, Jackson ajudou sua equipe a vencer o Torneio da ACC de 2016 e chegar a final nacional de 2016. Em sua terceira temporada, Jackson ganhou o prêmio de Jogador do Ano e foi selecionado para a Primeira-Equipe da ACC.
Jackson registrou 16 pontos e quatro rebotes na final do Torneio da NCAA de 2017, onde os Tar Heels conquistou seu sexto título.
Em 13 de abril de 2017, Jackson se declarou para o draft da NBA de 2017.

## Carreira profissional

### Sacramento Kings (2017–2019)
Jackson foi selecionado pelo Portland Trail Blazers como a 15ª escolha geral no draft da NBA de 2017. Ele foi negociado no dia do draft, junto com Harry Giles, para o Sacramento Kings em troca de Zach Collins. Em 8 de julho de 2017, ele assinou um contrato de 4 anos e US$ 13,5 milhões com os Kings.
Em 26 de outubro de 2018, os Kings exerceram a opção de renovação da equipe de US$ 3,3 milhões de Jackson para a temporada de 2019-20.

### Dallas Mavericks (2019–2020)
Em 6 de fevereiro de 2019, Jackson foi negociado, junto com Zach Randolph, para o Dallas Mavericks em troca de Harrison Barnes.
Em 24 de setembro, os Mavericks exerceram a opção de renovação da equipe de US$ 5 milhões de Jackson para a temporada de 2020-21.

### Oklahoma City Thunder (2020–2021)
Em 27 de novembro de 2020, Jackson, junto com Trevor Ariza, uma escolha de segunda rodada de 2023 e uma escolha de segunda rodada de 2026 foram negociados com o Oklahoma City Thunder em uma troca de três equipes que também envolveu o Detroit Pistons.
Em 5 de abril de 2021, ele foi dispensado pelo Thunder após 33 jogos.

### Milwaukee Bucks (2021)
Em 21 de abril de 2021, Jackson assinou um contrato de mão dupla com o Milwaukee Bucks. Em 20 de julho de 2021, ele ganhou o título da NBA com os Bucks, jogando 5 jogos e tendo média de 1,2 pontos durante os playoffs. 
Em 1º de agosto, os Bucks se recusaram a oferecer uma oferta de qualificação de US $ 1,8 milhão para Jackson, tornando-o um agente livre irrestrito.

### Texas Legends (2021)
Em 15 de outubro de 2021, Jackson retornou ao Dallas Mavericks, mas foi dispensado um dia depois.
Em 23 de outubro, ele assinou com o Texas Legends como jogador afiliado. Em 10 jogos, ele teve médias de 22,7 pontos, 7,7 rebotes e 2,9 assistências.

### Boston Celtics (2021)
Em 18 de dezembro de 2021, Jackson assinou um contrato de 10 dias com o Boston Celtics.

### Phoenix Suns (2022)
Em 29 de dezembro de 2021, Jackson foi readquirido e ativado pelo Texas Legends após o término de seu contrato de 10 dias.
Em 5 de janeiro de 2022, Jackson assinou um contrato de 10 dias com o Phoenix Suns. Ele jogou em três jogos e teve médias de 4,3 pontos e 2,0 rebotes em 7,7 minutos.
Em 1º de fevereiro de 2022, Jackson assinou um segundo contrato de 10 dias com os Suns. Ele foi dispensado em 10 de fevereiro de 2022.

### Segunda passagem pelos Celtics (2022–Presente)
Em 15 de outubro de 2022, Jackson assinou com o Boston Celtics.

## Estatísticas da carreira

### NBA

#### Temporada regular
| Ano      | Equipe        | PJ  | PT | MPJ  | AP   | 3P   | LL    | RT  | AS  | BR | TO | PPJ |
| -------- | ------------- | --- | -- | ---- | ---- | ---- | ----- | --- | --- | -- | -- | --- |
| 2017–18  | Sacramento    | 68  | 41 | 22.1 | .442 | .308 | .722  | 2.8 | 1.1 | .4 | .2 | 6.7 |
| 2018–19  | Sacramento    | 52  | 3  | 20.8 | .424 | .346 | .779  | 2.8 | 1.3 | .4 | .3 | 6.7 |
| 2018–19  | Dallas        | 29  | 11 | 18.3 | .484 | .372 | .724  | 2.3 | 1.0 | .3 | .0 | 8.2 |
| 2019–20  | Dallas        | 65  | 3  | 16.1 | .396 | .294 | .840  | 2.4 | .8  | .2 | .2 | 5.5 |
| 2020–21  | Oklahoma City | 33  | 3  | 16.5 | .406 | .306 | .857  | 2.2 | 1.5 | .5 | .1 | 7.2 |
| 2020–21  | Milwaukee†    | 1   | 0  | 33.0 | .333 | .333 | .500  | 6.0 | 1.0 | .0 | .0 | 9.0 |
| 2021–22  | Boston        | 1   | 0  | 2.0  | .000 | –    | 1.000 | .0  | .0  | .0 | .0 | 2.0 |
| 2021–22  | Phoenix       | 6   | 0  | 5.8  | .357 | .333 | –     | 1.2 | .3  | .0 | .0 | 2.2 |
| Carreira | Carreira      | 255 | 61 | 16.8 | .355 | .327 | .774  | 2.4 | .8  | .2 | .0 | 5.9 |

#### Playoffs
| Ano  | Equipe | PJ | PT | MPJ | AP   | 3P   | LL   | RT  | AS | BR | TO | PPJ |
| ---- | ------ | -- | -- | --- | ---- | ---- | ---- | --- | -- | -- | -- | --- |
| 2020 | Dallas | 3  | 0  | 5.3 | .167 | .000 | .500 | 1.0 | .0 | .0 | .0 | 1.3 |

### Universitário
| Ano      | Equipe         | PJ  | PT  | MPJ  | AP   | 3P   | LL   | RT  | AS  | BR | TO | PPJ  |
| -------- | -------------- | --- | --- | ---- | ---- | ---- | ---- | --- | --- | -- | -- | ---- |
| 2014–15  | North Carolina | 38  | 37  | 26.7 | .477 | .304 | .710 | 3.7 | 2.3 | .5 | .5 | 10.7 |
| 2015–16  | North Carolina | 40  | 38  | 28.4 | .472 | .298 | .667 | 3.9 | 2.8 | .6 | .4 | 12.7 |
| 2016–17  | North Carolina | 40  | 39  | 32.0 | .443 | .370 | .748 | 4.7 | 2.8 | .8 | .2 | 18.3 |
| Carreira | Carreira       | 118 | 114 | 29.0 | .463 | .324 | .708 | 4.1 | 2.6 | .6 | .3 | 13.9 |